# ФК Тасмания 1900
Тасмания 1900 или само „Тасмания“ (на немски: SC Tasmania 1900 Berlin) е германски спортен клуб от град Берлин, окръг Нойкьолн, Германска империя, след това последователно Ваймарска република, Германски райх, Великогерманска империя, Бизония, Тризония, Западен Берлин (ФРГ), а в днешно време Германия. Основан е на 2 юни 1900 г. като „Риксдорфар ТюФК Тасмания“. Съществува до 1972 година.

## Описание на клуба

### Сезон 1965/66
През 1965 година „Херта“ губи лиценза си заради финансови нарушения. По това време има таван на заплатите в германския футбол. Шефовете на „Херта“ тайно плащат повечко на футболистите си и за наказание клубът е изхвърлен от елита. По онова време Германия е разделена на две (ГФР И ГДР), като Берлин е разцепен на източна и западна зона. Затова ръководството на ГФР да има свой представител в елита, като демонстрация на суверенитет. От своя страна „Тасмания“ е едва трети в градското първенство, но двата тима пред нея не могат да покрият изискванията за участие при най-добрите.
И така Тасмания ще стане печално известен със своето участие в Бундеслигата на Шампионат на ГФР.
След дълго умуване 10 дни преди началото на новия шампионат е решено съставът на Бундеслигата да бъде разширен от 16 на 18 отбора. Изпадналите „Карлсруе“ и „Шалке 04“ запазват мястото си в елита, „Борусия М“ и „Байерн“ влизат от долните дивизии след квалификации, а „Тасмания“ замества по административен ред извадения Херта. Отборът е силно застаряващ, като единствения професионален играч е закупеният Хорст Шиманяк, който също е над 30 годишшен. Резултатът от това е най-лошия сезон, на който и да е отбор в Бундеслигата – +2=4 – 28 (2 победи (антирекорд в Бундеслигата), 4 равенства, 28 загуби (антирекорд в Бундеслигата)), голова разлика 15:108 (и двете са антирекорди за Бундеслигата). Тимът стартира сезона с победа 2:0 при домакинството над „Карлсруе“ събирайки невероятна посещаемост от 81 500 зрители. Следващата им победа идва в предпоследния кръг.
На мача с „Борусия“ (Мьонхенгладбах отборът е посетен от – 827 зрители, печален антирекорд за Бундеслигата. Единственият отбор, който не успява да преодолее „Тасмания“ дори в един от двата си мача е „Кайзерслаутерн“ (0:0 у дома и 1:1 като гост).

## Антирекордите на „Тасмания“ в Бундеслигата
- 31 – Най-дълга серия без победа.
- 2 – Най-малко победи за един сезон.
- 0 – Единственият отбор, който няма победа като гост.
- 8 – Най-малко точки за един сезон.
- 0:9 – Най-тежка домакинска загуба от „Майдерих (Дуисбург)“.
- 827 зрители – Най-слабо посетен мач.
- 28 – Най-много загуби за един сезон.
- 15 – Най-малко отбелязани голове за един сезон.
- 108 – Най-много допуснати голове за един сезон.

### Банкрут. Новият клуб
През 1972 година „Тасмания“ банкрутира, година след това е основан нов клуб „Тасмания 1973“. През сезон 2011/12 клубът играе в Ландеслига (7-о ниво в германския футбол).

## Виж още
- „ШФ Тасмания Берлин“

## Предишни имена
| Години      | Име                                                       |
| ----------- | --------------------------------------------------------- |
| 1900 – 1907 | „Риксдорфар ТюФК Тасмания“ Rixdorfer TuFC Tasmania        |
| 1907 – 1912 | „Риксдорфар ФК Тасмания 1900“ Rixdorfer FC Tasmania 1900  |
| 1912 – 1945 | „Нойкьолнар ШК Тасмания 1900“ Neuköllner SC Tasmania 1900 |
| 1945        | разформирован                                             |
| 1946 – 1949 | ШГ „Нойнкьолн-Митте“ SG Neukölln-Mitte                    |
| 1949 – 1973 | ШК „Тасмания 1900 Берлин“ SC Tasmania 1900 Berlin         |
| 1973        | разформирован                                             |

## Успехи

### Национални
- Регионална лига на Германия
  -  Шампион (2): 1963/64 (Регионална лига Берлин), 1970/71 (Регионална лига Берлин)
- Оберлига Берлин (Шампионат на Берлин по футбол)
  -  Шампион (3): 1958/59, 1959/60, 1961/62
  -  Сребърен медал (2): 1960/61, 1962/63
- Купа на Германия
  - 1/2 финалист (1): 1957/58

## Участия
- Участие във финала на шампионата на Германия (6): 1909, 1910 (полуфинал), 1911, 1959, 1960, 1962
- Сезони в Бундеслигата (1): 1965/66
- Оберлига Берлин (Шампионат на Берлин по футбол) (8): 1909, 1910, 1911 (и двата споменати в MFB), 1959, 1960, 1962 (двата в Градската лига на Берлин), 1964 и 1971 (всичко в Regionalliga Berlin)
- Купа на Берлин (7): 1957, 1960, 1961, 1962, 1963, 1970 и 1971
- Участие в Купа на панаирните градове (1): 1962/63
- Участие в Международна футболна купа(2): 1961/62, 1963/64[1]